# 切球 (羽球)
切球又稱吊球，是羽毛球運動中一項重要的技術之一，旨在改變羽毛球在空中的飛行路徑，以達到出其不意的效果。切球技術通常由選手以各種不同的方式運用拍面，這使得羽毛球在飛行過程中產生不同的自轉和曲線。這種技術不僅要求選手有出色的技巧，還需要敏捷的反應和精湛的手眼協調。

## 技術原理[2][3]
切球的基本原理是改變羽毛球的旋轉和飛行路徑，使對手難以預測和應對。以下是一些常見的切球技術：

### 撥球
拨球是一種通過改變拍面的角度和方向，使羽毛球在拍面上產生自轉的技術。這種技術可用於製造快速和旋轉的球路，讓對手難以應對。

### 切削
切削是一種在羽毛球飛行過程中用切削動作改變其飛行路徑的技術。這通常需要選手在擊球時用較為平直的拍面動作，以製造出更穩定和直線的球路。

### 擺動
擺動是一種通過在擊球的同時稍微擺動拍面，使羽毛球的飛行路徑呈現曲線的技術。這種變化使得對手難以預測球的最終位置，增加了技術上的變數。

## 應用與戰術
切球技術在比賽中扮演著關鍵的角色，不僅可以用於攻擊，還可用於防守。選手在比賽中靈活運用切球技術，能夠在不同的局勢下制造出對手難以應對的球路，增加自己的得分機會。具體而言，又分為滑拍、劈吊、快速切球與慢速切球等。
在雙打比賽中，切球技術更是成為戰術的一部分，通過精準的切球，能夠在瞬息萬變的比賽中掌握主動權。